# Mingus Big Band
Pour les articles homonymes, voir Mingus.
Le Mingus Big Band est un orchestre de jazz créé pour rendre hommage au contrebassiste et compositeur Charles Mingus. Ce big band est originaire de New York où il se produit d'ailleurs chaque semaine[réf. nécessaire]. Les musiciens y sont au nombre de 14 : 5 saxophones (2 altos, 2 ténors, 1 baryton), 3 trompettes, 3 trombones (dont un trombone basse), 1 piano , 1 contrebasse et 1 batterie. Grâce à la virtuosité des musiciens on peut parfois aussi y entendre d'autres instruments comme la flûte traversière, le tuba ou le sax soprano. Des musiciens talentueux ont composé cet orchestre et le composent toujours. Ce big band a reçu certains prix tel le Grammy Award du Meilleur grand ensemble de jazz (reçu en 2005).
Musiciens :
- Seamus Blake
- Alex Terrier
- Randy Brecker
- Ronnie Cuber
- Donald Edwards
- Robin Eubanks
- Alex Foster
- Earl Gardner
- Craig Handy
- Philip Harper
- Eddie Henderson
- Conrad Herwig
- Dave Kikoski
- Boris Kozlow
- Frank Lacy
- Earl McIntyre
- Jeremy Pelt
- Kenny Rampton
- John Stubblefield
- Jaleel Shaw